# 苏丹满速沙
苏丹满速沙·伊卜尼·马胡姆·苏丹慕扎法沙 （1442—1477年）是马六甲王朝第六位蘇丹，1459年—1477年在位，他是在父王慕扎法沙死後繼位。

## 扩张马六甲王國
1459年，苏丹满速沙继位，开始了马六甲王朝史上的黄金时代．宰相敦霹雳深知国力充沛，足可向外扩张势力，以壮声威，開展扩张政策．这时的彭亨隶属于暹罗，敦霹雳为了报复暹罗军的屡次进攻，决定攻打彭亨．彭亨措手不及，又得不到暹罗军的援助，只好投降．自此之后，马六甲王朝的领袖陆续用兵，先后将雪蘭莪、沙白安南、曼絨、魯帕、柔佛、麻坡、新加坡、登嘉楼和民丹岛等国，纳入马六甲王朝的版图．苏丹满速沙命敦霹雳攻打彭亨，以保障马六甲東海岸的防衛。
不久，马六甲王朝的领袖再派兵渡海，征服苏门答腊东海岸诸小国如甘巴，锡国、恩德拉吉利和占丰．连巴塞也一度被征服．新埠頭(Siantan)和恩德拉吉利被劃入马六甲，作為滿者伯夷公主的嫁妝。

## 婚姻結盟
苏丹满速沙也采用马六甲公主和被征服的国家的統治者之间的婚姻之间马六甲海峡以加强马六甲對这些国家的控制。这也是在伊斯兰教在马来群岛扩张的途径之一。
这些联姻的其中一个例子锡国的國王與苏丹满速沙的女儿，瑪哈黛維(Mahadewi)公主之间的婚姻。
此外，那些被征服的国家的公主也會跟马六甲部长的儿子结婚。比如，彭亨公主Wanang Seri和滿者伯夷公主Raden Galoh Candra Kirana跟那些部长的儿子如Tun Putih Nur Pualam结婚。
据《馬來紀年》記載，苏丹满速沙娶了來自中國的汉丽宝公主，她還被明成祖特派使臣及随从500人护送下嫁，而葡萄牙外交家皮萊資(Tomé Pires)則說漢麗寶公主其實是船長的女兒，並非皇室公主。而明朝亦無公主下嫁馬六甲的紀錄。苏丹满速沙还娶了印度和巴赛的客商的女兒以加强贸易关系。这些公主也皈依了伊斯兰教，在苏丹满速沙以後，涉外婚姻的习俗在马六甲并不少见。

## 妻妾
1. 奧南沙莉公主(Puteri Onang Sari) 
2. Raden Galoh Cendera Kirana
3. 汉丽宝公主
4. 李拉旺沙公主(Puteri Lela Wangsa) (兒子是 Maharaja Dewa Sura)

## 兒子
1. 拉惹阿末 (Raja Ahmad) (彭亨第一任蘇丹) - 奧南沙莉所生的
2. 拉惹巴卡 (Raja Bakal) - 拉惹胡申(Raja Hussain)的兄長 - Raden Galoh Cendera Kirana所生的
3. 拉惹胡申又稱苏丹阿拉乌丁·利亚沙(Sultan Alauddin Riayat Shah) - Raden Galoh Cendera Kirana所生的
4. Paduka Mimat - 汉丽宝公主所生的
5. Paduka Seri Cina - 汉丽宝公主所生的

## 經濟政策
苏丹满速沙在位期间，马六甲顿时成为东南亚最大的商港和最繁荣的城市．商船来往有如过江之鲫，房屋建筑栉比鳞次．每连商船进港，熙熙攘攮，热闹非凡。金碧辉煌的王宫屹立山顶，更显出马六甲王朝国运兴隆。他减少了贸易税项。这增加了在马六甲港口贸易的商家的利益。他引進了特惠关税制度。马六甲以西的國家如沙特阿拉伯和印度的商家征收6％的税，而来自马来群岛各地客商征收3％的税。然而，来自中国，日本和爪哇的客商不征税。马六甲的另一个经济优势是容易获得人力资源和熟练的劳动力。当苏丹的宫殿起火了，从附近的几个国家的人才很快来帮助，在短期内重建立城堡。

## 傳播伊斯兰教
苏丹满速沙對伊斯兰教产生了极大兴趣，設奖学金鼓励在伊斯兰神学研究。他自己研究蘇非主義。他还师从毛拉阿布巴卡(Maulana Abu Bakar)，他把Ab Darul Manzum的经籍帶到马六甲。他还下令把Makhdum Patakan的经籍翻译成马来文。苏丹满速沙還從巴赛引進的宗教问题学者。據皮萊資的記載，苏丹满速沙还在穿越马六甲河的大桥附近的山脚下建立一个美丽的清真寺。

## 評價
皮萊資在他的東方志(Suma Oriental)中说：
「馬姆蘇拉(Mamsura，苏丹满速沙)一開始就以智慧统治他的王国，為了良好管治，在司法和国家安全的问题上他向长者請教，团结他的人民。」
「毫无疑问，马六甲是如此的重要和成功的，在我看来，在世界上没有像其他统治者像苏丹满速沙一樣，要把他的手從马六甲伸到威尼斯的咽喉。」

現今，马六甲有紀念苏丹满速沙的苏丹满速沙中學 （页面存档备份，存于）

## 資料來源
马六甲历朝的英明领袖 （页面存档备份，存于）
```
Chy
```

嘻嘻外的涩加辣笔记：中一歷史第5課：光輝的馬六甲王朝 （页面存档备份，存于）